# La Dernière Reine (bande dessinée)
Pour les articles homonymes, voir La Dernière Reine.
La Dernière Reine est une bande dessinée de Jean-Marc Rochette, publiée en 2022. Rochette y raconte une tragique histoire d'amour entre une « gueule cassée » de la Première Guerre mondiale, amoureux de la nature, des Alpes, de la forêt, des ours, et la jeune sculptrice qui lui a refait un visage.

## Résumé
Dans le massif du Vercors, le dernier ours est tué en 1898. C'est une ourse, surnommée « la Dernière Reine ». Le héros, Édouard Roux, est issu d'une longue lignée d'hommes roux et de femmes réputées sorcières, et très attachée au Vercors et aux ours. Lorsque la Dernière Reine est tuée, il assiste enfant à son exécution.
Au cours de la Première Guerre mondiale, lors de la bataille de la Somme, Édouard Roux est gravement blessé par un éclat d'obus. La moitié inférieure de son visage est partiellement arrachée,. Défiguré, il est une « gueule cassée » de la guerre et vit ensuite reclus à Grenoble, la tête cachée sous un sac ; il sombre dans la dépression, la pauvreté et l'alcool,.
Il entend parler d'une sculptrice, Jeanne Sauvage, qui reconstitue des visages. Il va la voir à Paris, elle lui crée un masque de kouros, et ils s'éprennent l'un de l'autre. Elle l'invite parmi ses amis artistes de Montmartre et de Montparnasse,. Il l'emmène ensuite découvrir le massif du Vercors et lui montre la Dernière Reine qu'elle va sculpter et qui sera son chef-d'œuvre. Mais leur romance se termine tragiquement.

## Élaboration de l'œuvre
Jean-Marc Rochette met en scène ses sujets de prédilection : la montagne, les animaux, l'art. Il passe de longs mois à écrire le scénario et les textes, puis beaucoup de temps aussi pour les dessins. Il y consacre trois ans en tout, écrivant le scénario et les textes, puis réalisant le story-board, le dessin, la mise en couleurs. Il termine littéralement épuisé sur le dernier dessin, victime d'une hémorragie, au point qu'il doit être évacué en hélicoptère,.
Pour les dessins, Rochette réalise une sculpture de l'ours pour mieux le représenter sous tous les angles, avec ses caractéristiques et sa morphologie,.

## Personnages
Édouard Roux est enfant en 1898 lors de l'exécution de la Dernière Reine, ce qui le marque, dans la lignée de la fraternité de sa famille avec les ours, qui remonte à la nuit des temps. Adulte, il participe à la bataille de la Somme lors de la Première Guerre mondiale, dont il revient vivant mais « gueule cassée » ; il dissimule son visage sous un sac et sombre dans la dépression. Il est « ressuscité » par Jeanne Sauvage, qui lui modèle un nouveau visage, à l'image d'une sculpture grecque, à sa demande. Il pose ensuite pour Jeanne qui le sculpte en Hercule. Ce colosse roux est cependant doux, amoureux de Jeanne, des animaux, des montagnes et de la vraie forêt.
Le personnage de Jeanne Sauvage est inspiré de Jane Poupelet. Jeanne est sculptrice, et renommée pour son habileté à refaire un visage aux « gueules cassées ». Elle s'attache passionnément à Édouard qu'elle a sauvé, et elle veut le suivre pour découvrir ses montagnes. Il lui montre la Dernière Reine, qu'elle va sculpter pour réaliser un chef-d'œuvre reconnu, mais dont elle est spoliée par un galeriste. Elle quitte alors Paris pour vivre avec Édouard dans le massif du Vercors ou elle sculpte dans la nature. Atteinte de tuberculose, elle meurt « comme les grandes héroïnes romantiques ».

## Réception critique, jugements
Pour Guillaume Goubert, c'est un « album magnifique », où Rochette réunit les sujets qui lui tiennent particulièrement à cœur : l'amour de la montagne où il vit la plupart du temps ; la nature et la vie animale menacées par l'homme ; la passion de l'art et l'amour sauvent le pessimisme de l'album.
Les albums précédents de Rochette, Ailefroide, altitude 3954 (2018) et Le Loup (2019) ont chacun remporté un grand succès avec 100 000 exemplaires parus. Or La Dernière Reine, un mois après sa sortie, démarre mieux que les deux albums précédents.
Jérôme Lachasse pour BFM TV estime que « ce grand récit romanesque rappelle par sa densité les romans du XIXe siècle » et qu'il est « impossible de le reposer avant de l'avoir terminé ». Pour lui, « Rochette impressionne toujours, avec un style graphique brut, à la limite de l'abstraction, en parfaite adéquation avec l'histoire qu'il veut raconter ».
L'ouvrage est élu « livre de l'année » 2022 par Lire Magazine littéraire.
Il est aussi Grand Prix de la BD Elle 2022, ex-aequo avec Le poids des héros.
Il reçoit également le Grand prix RTL de la bande dessinée 2022.
L'album fait partie de la sélection officielle pour le festival d'Angoulême 2023.

## Publication
Édition originale :
- La Dernière Reine, scénario, dessins et couleurs de Jean-Marc Rochette, éditions Casterman, 240 p., 2022  (ISBN 978-2-203-20835-3) – paru le 5 octobre 2022.

Autres éditions :
- Éditions e-book, formats Epub et PDF – parus le 10 octobre 2022.
- Édition luxe, grand format  (ISBN 9782203208346) – paru le 26 octobre 2022.